# Fabbisogno energetico normalizzato
Il fabbisogno energetico normalizzato per la climatizzazione invernale (FEN) è il rapporto tra il fabbisogno energetico convenzionale (FEC) e il prodotto del volume lordo riscaldato (V) per i gradi giorno della località (gg) FEN = FEC/(Vxgg). 
Il FEC è la quantità di energia primaria globale richiesta, nel corso di un anno, per mantenere negli ambienti riscaldati la temperatura ad un valore costante di 20 °C prevedendo un adeguato ricambio d'aria durante la stagione di riscaldamento.
La legge 10/91 fissa i termini per il calcolo del FEC e del FEN e stabilisce che il valore di quest'ultimo non deve in alcun modo superare un valore limite (FENlim) da calcolarsi opportunamente con la formula indicata dalla legge.
L'art.16 "Abrogazioni e disposizioni finali" del Dlgs 192/05 (Rendimento energetico nell'edilizia) al comma 3, rettifica il valore limite del fabbisogno energetico normalizzato FENlim.
Qualora dovesse risultare FEN maggiore o uguale di FENlim bisognerà procedere a ridurre le perdite di energia dell'involucro edilizio e dell'impianto nelle varie fasi.